# 닉 카스트로
닉 카스트로(Nick Castro)는 미국의 포크, 사이키 포크, 트래디셔널 포크 뮤지션이다. 실험 음악가들이 모인 포크 밴드 영 엘더스(Young Elders)를 이끌고 있다.

## 개요
닉 카스트로는 캘리포니아주 샌디에이고에서 성장했다. 어릴 때 음악 교육을 받긴 했지만 스스로 계속 발전시켜 왔다.
닉은 포이즌 트리(Poison Tree)라는 백밴드와 활동했고 지금은 영 엘더스와 활동 중이다. 그는 각지를 다니며 젊은 포크 뮤지션들과 격의 없이 연주하고 녹음해 왔다.
닉이 함께한 뮤지션들로는 페더스(Feathers)와 폰(Fawn) 등이 있다.

## 앨범
- 2004	Nick Castro
- 2005	Further From Grace (with Poison Tree)
- 2006	Come Into Our House (with Young Elders)
- 2007	A Day Without Disaster EP (with Young Elders)